# Aglaiella railbridgensis
Aglaiella railbridgensis is een mosselkreeftjessoort uit de familie van de Candonidae. De wetenschappelijke naam van de soort is voor het eerst geldig gepubliceerd in 1964 door Benson & Maddocks.